# Anmol
Anmol (ur. 1 stycznia 1989) – indyjska zapaśniczka walcząca w stylu wolnym. Piąta na mistrzostwach Azji w 2010. Brązowa medalistka mistrzostw Wspólnoty Narodów w 2009 roku.